# Лога (парк)
Парк «Лога́» — ландшафтный парк в хуторе Старая Станица Каменского района Ростовской области (Большевистская улица, 77). Получил название по Логово́й балке, в пойме которой и находится.
Парк открыт каждый день с 8:00 до 00:00, без перерывов и выходных, круглый год. Вход бесплатный.
Въезд в парк осуществляется с трассы М-4 «Дон» через автомобильную развязку по указателю на Старую Станицу. Для автомобилей имеются три парковки: две возле Сергиевского храма (одна в нижней части, где находится старый вход в парк, другая в верхней части), третья — возле центрального входа, имеет много парковочных мест с видеонаблюдением. Также в верхней части возле колеса обозрения строится четвертая парковка с количеством машиномест, превышающим все предыдущие вместе взятые.

## История и деятельность
Собственник лакокрасочного предприятия ООО «Престиж Холдинг», находящегося в Каменском районе Ростовской области — предприниматель Сергей Александрович Кушнаренко (род. 05.09.1960), создал в черте хутора Старая Станица (в степной засушливой местности) ландшафтный парк «Лога», являющийся примером современного садово-паркового искусства.

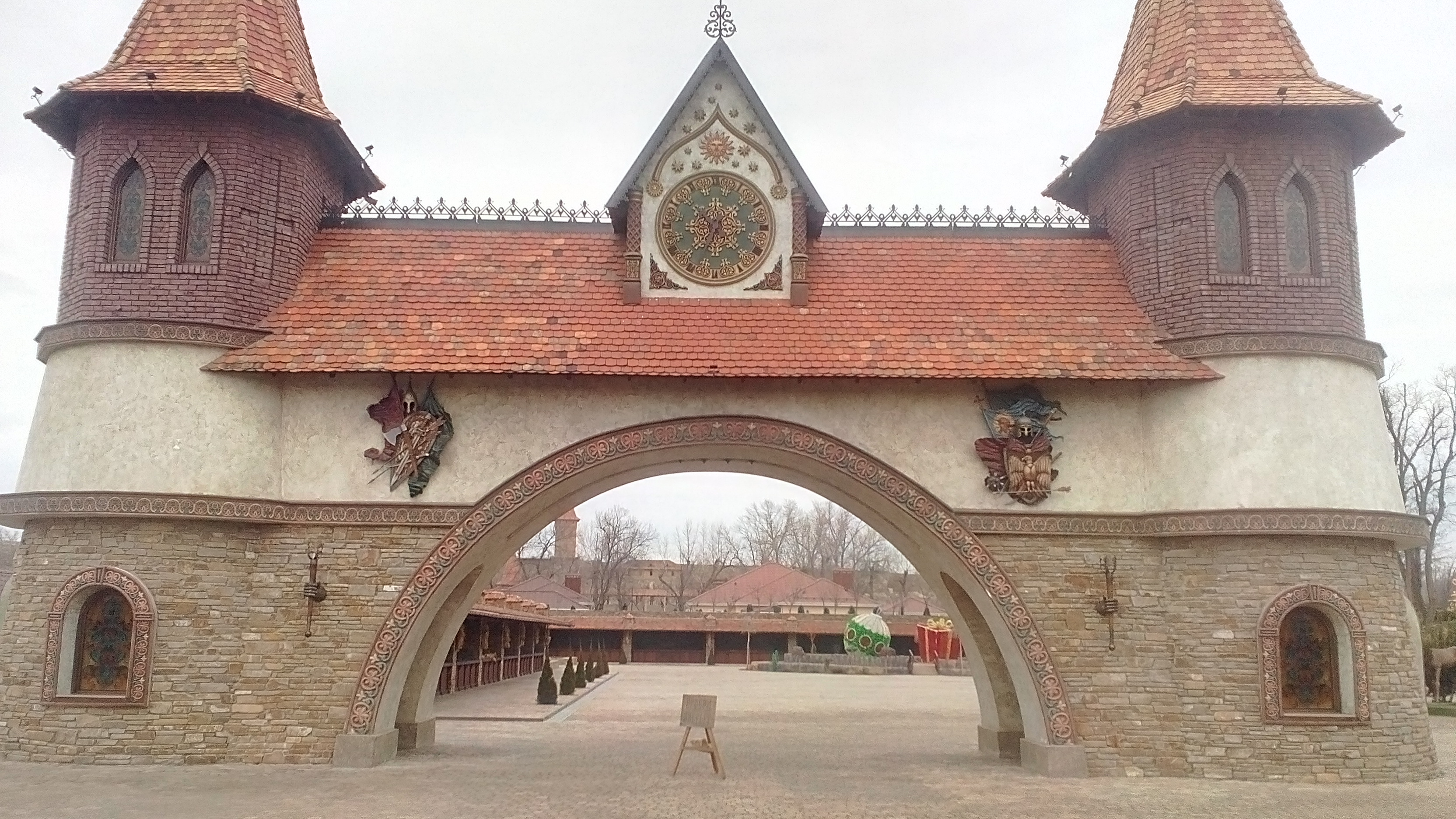
Центральный вход в парк

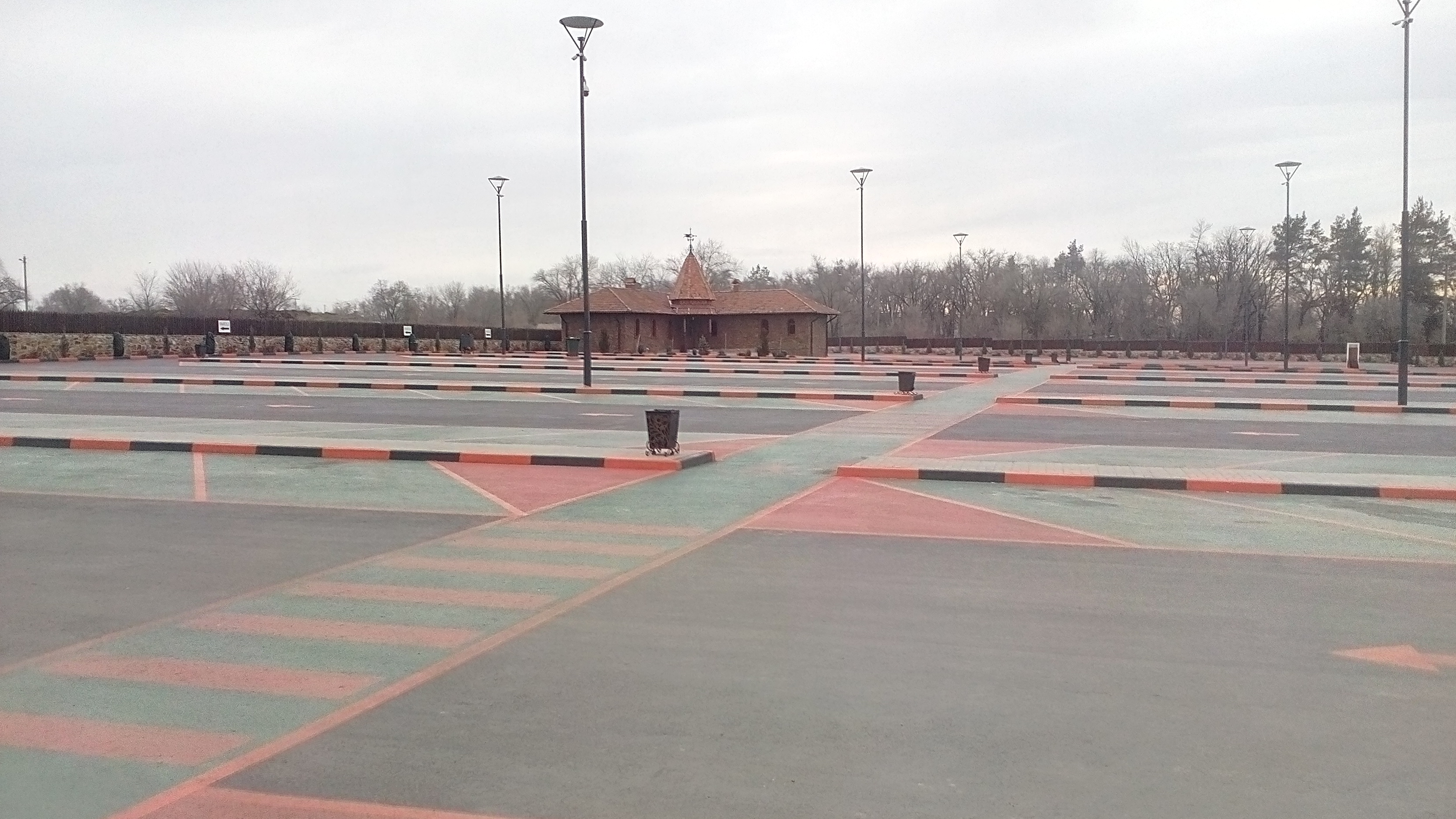
Центральная автостоянка

Создан в 2012 году в славянском стиле на месте бывшей хуторской свалки, находившейся в природной балке. Первоначально занимал территорию в 16 гектаров, был расширен до 22 га, на которых расположены свыше сотни скульптур, кроличья нора, кривые зеркала, сад камней, мосты и беседки, водяная мельница, река, озеро, водопады, живые олени, лебеди, павлины, множество видов деревьев и цветов.
В июле 2019 года за своё усердие С. А. Кушнаренко был награждён патриаршей юбилейной медалью в память 100-летия восстановления патриаршества Русской православной церкви. А в ноябре 2020 года был удостоен медали ордена «За заслуги перед Ростовской областью».

## Инфраструктура
Развитие парка продолжается и в настоящее время — расширяется его территория, строятся новые ландшафтные объекты, появляются рестораны и кафе. С 2019 года мангальная зона парка переоборудована в зону для прогулок. Мангалы убраны, жарить шашлык запрещено.Разведение открытого огня в парке Лога запрещено. Мангальная зона теперь - зона прогулок.
В 2016 году парк посетил губернатор Ростовской области Василий Голубев, пообещавший поддержку парку и строительство к нему отдельной дороги с автомобильной трассы М-4 «Дон». Летом 2018 года эта дорога, выходящая на верхнюю часть парка к храму, была построена. Впоследствии её планируется продлить до нового бывшего автогужевого моста, ведущего в город Каменск-Шахтинский.
В июле 2019 года в парке было установлено колесо обозрения, которое заработало с 1 мая 2024 года. В парке «Лога» 1 мая открылось колесо обозрения
10 января 2025 года был запущен новый всесезонный аттракцион для детей и взрослых — "Тюбинг". Желающим прокатиться на ватрушке доступны 3 горки (зелëная, бордовая и оранжевая) , отличающиеся протяжëнностью (240 и 252 м) и скоростью спуска (до 30 и до 50 км/ч). Подъëм на верх осуществляется канатным транспортëром.
В перспективе территория парка будет расширена, планируется строительство этнической деревни, музея казачества под открытым небом, аквапарка, гостиницы, зоны отдыха в отдельных домиках.

Фотогалерея
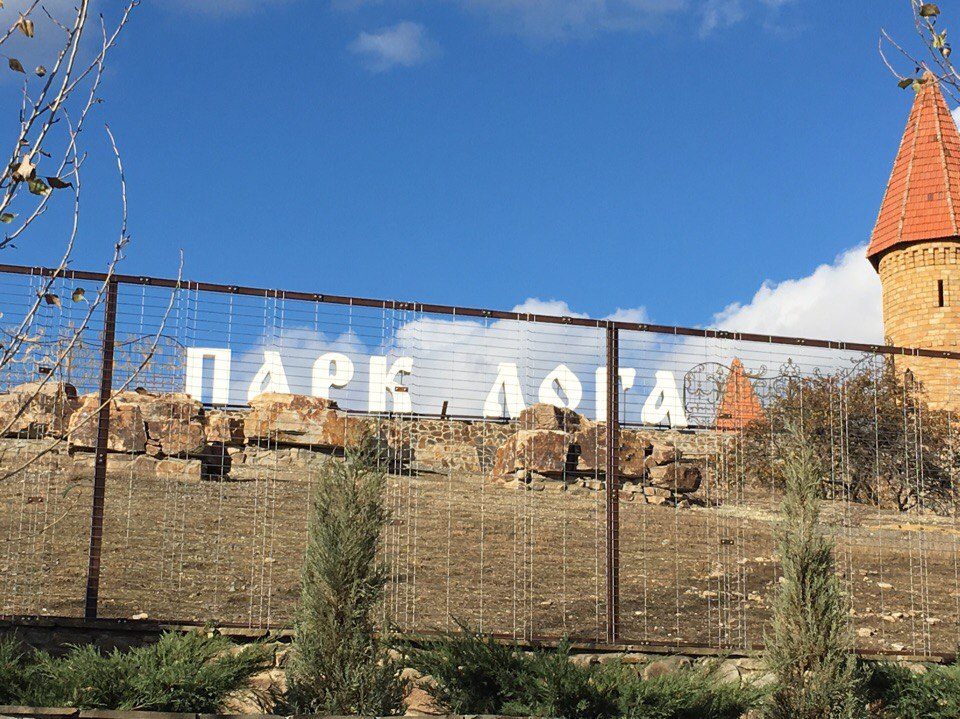
Лога-парк
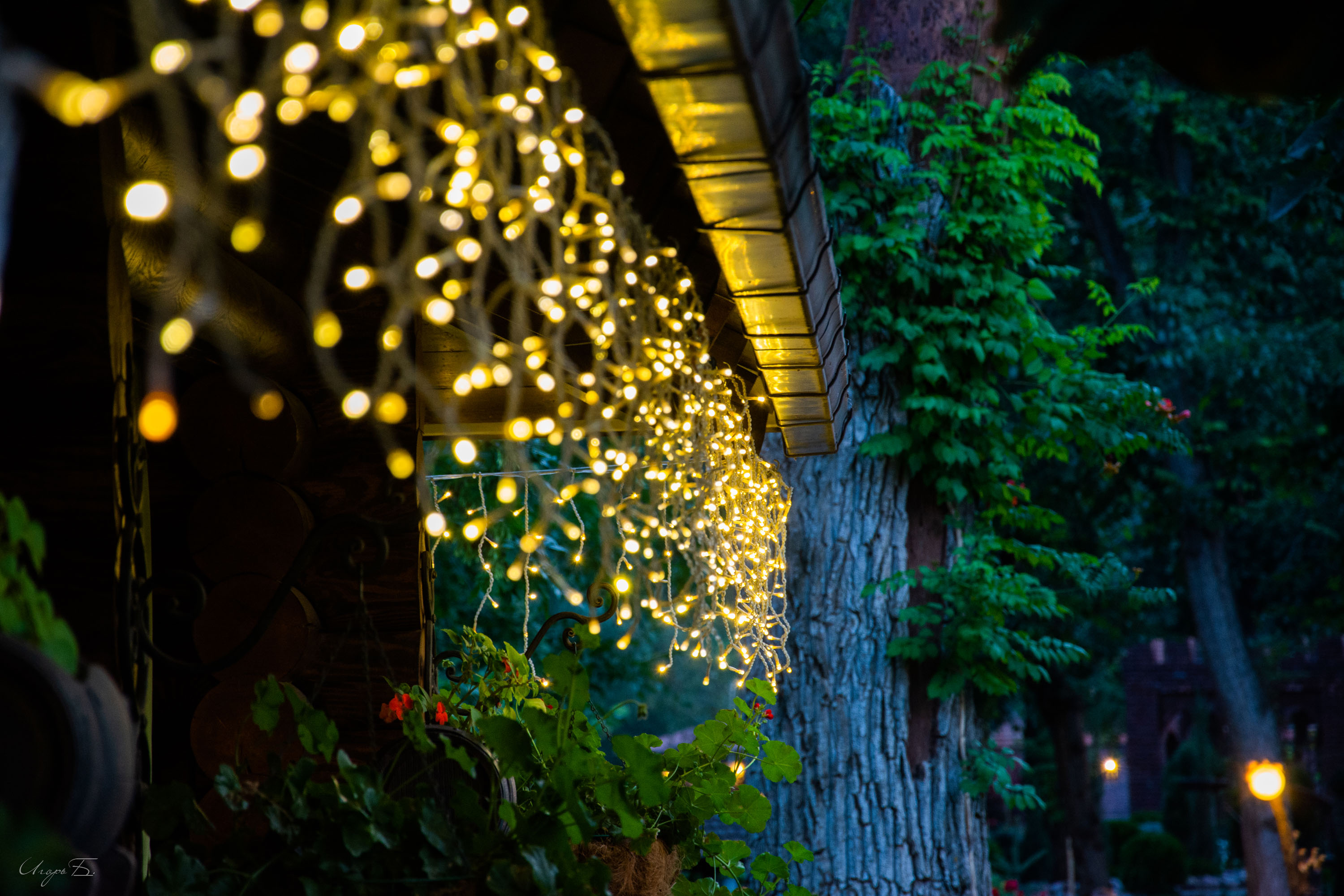
Вечер в парке Лога
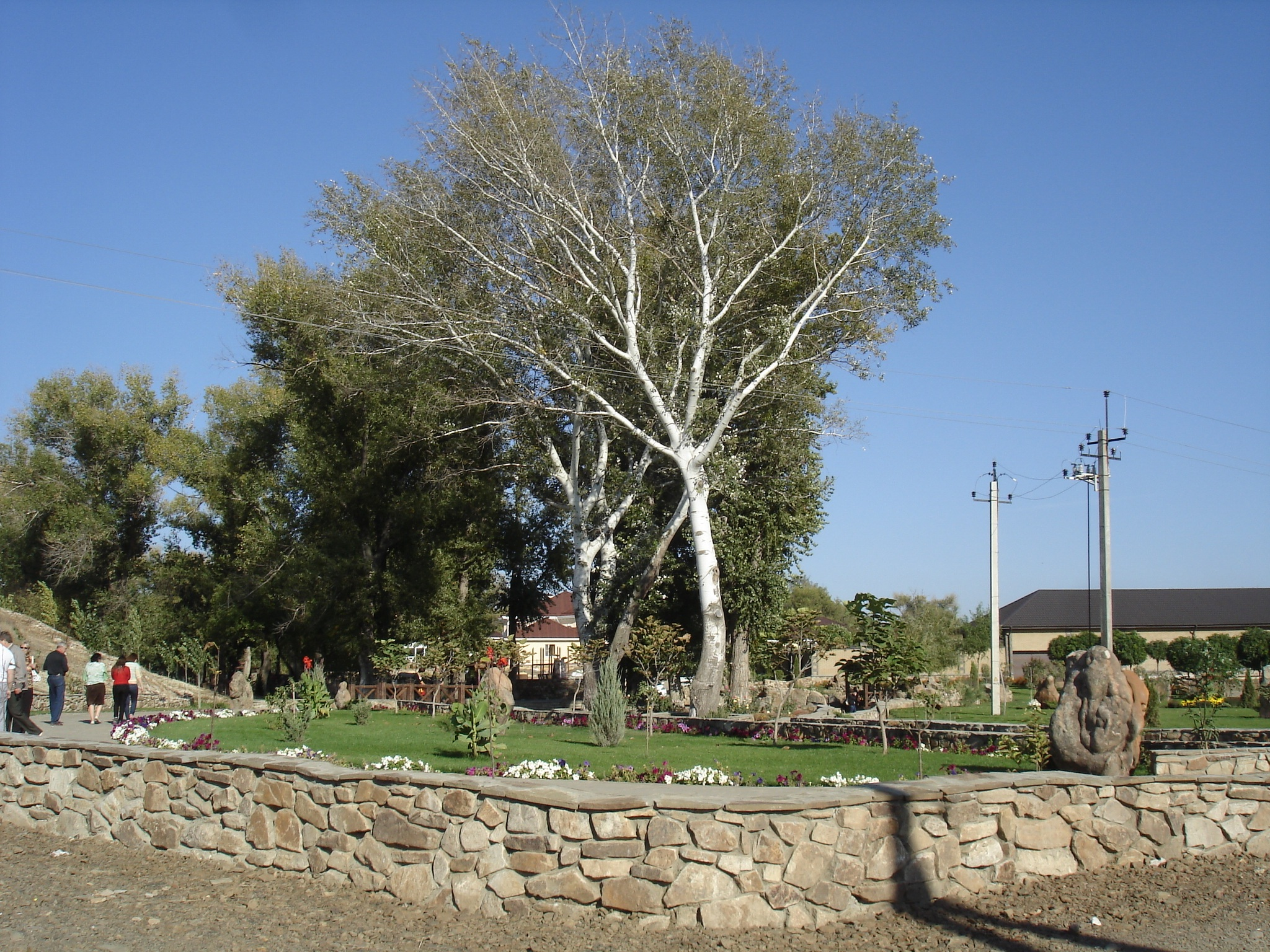
Начало парковой зоны
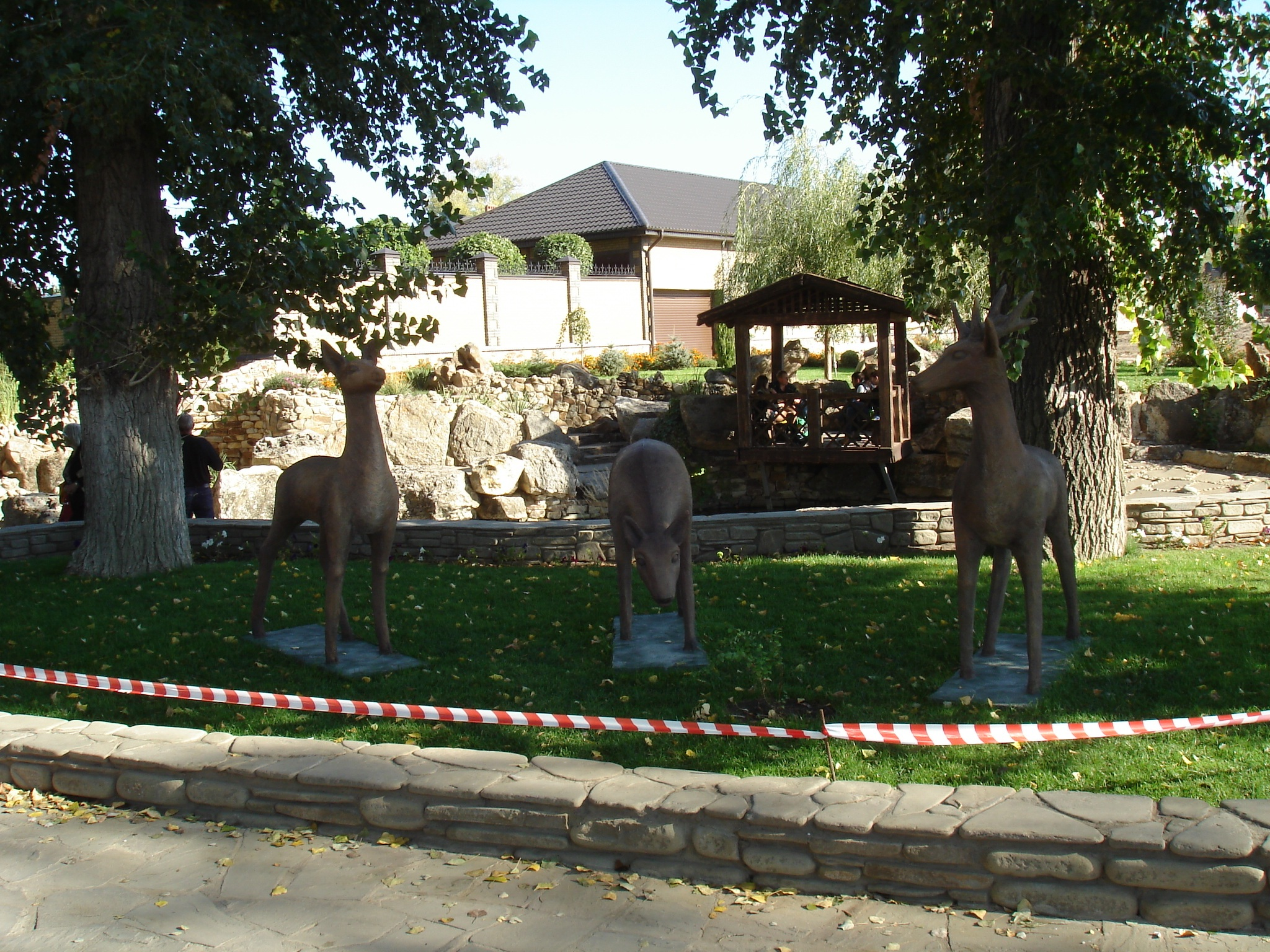
Скульптуры животных
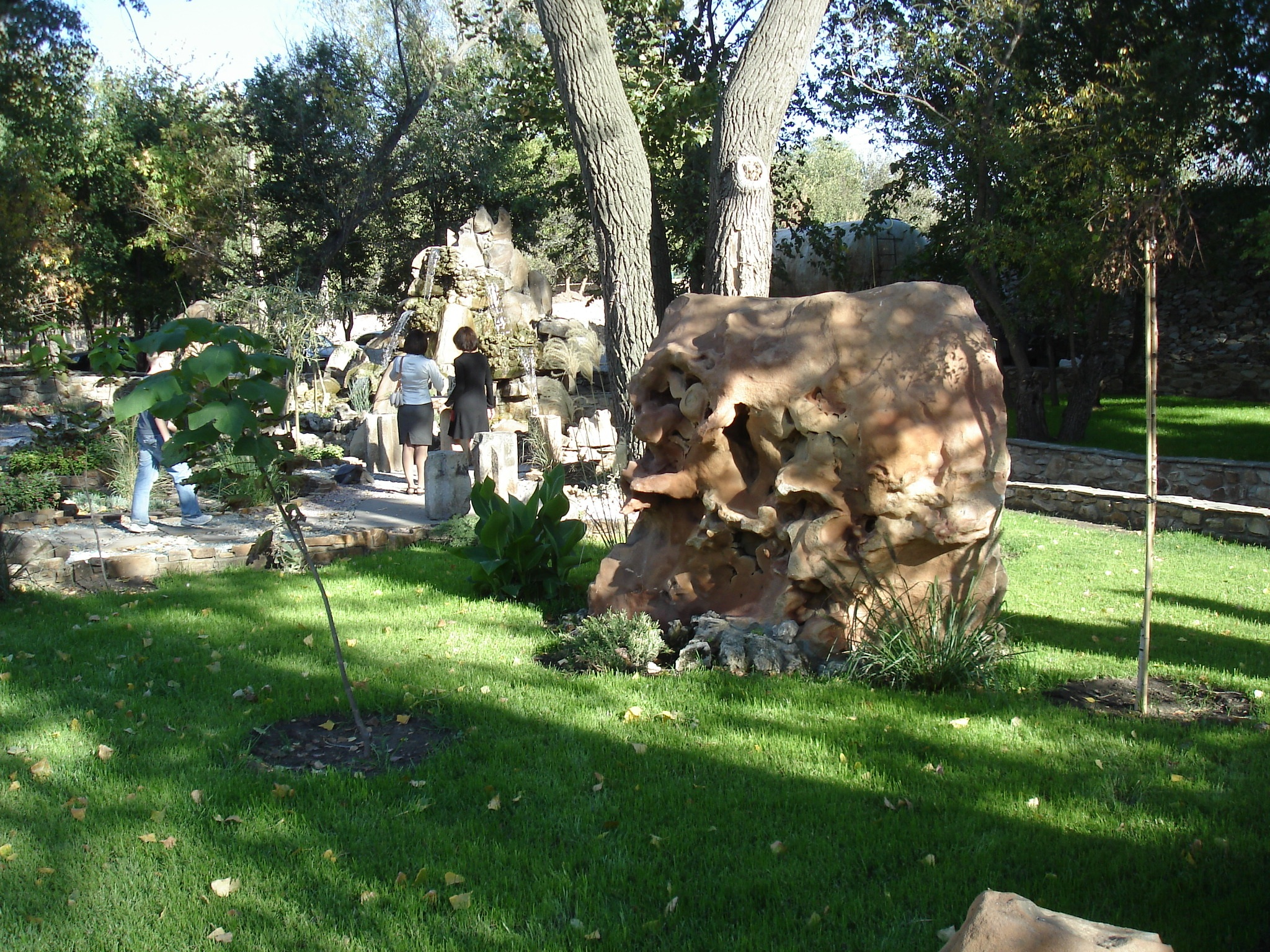
Водопад в аллее камней
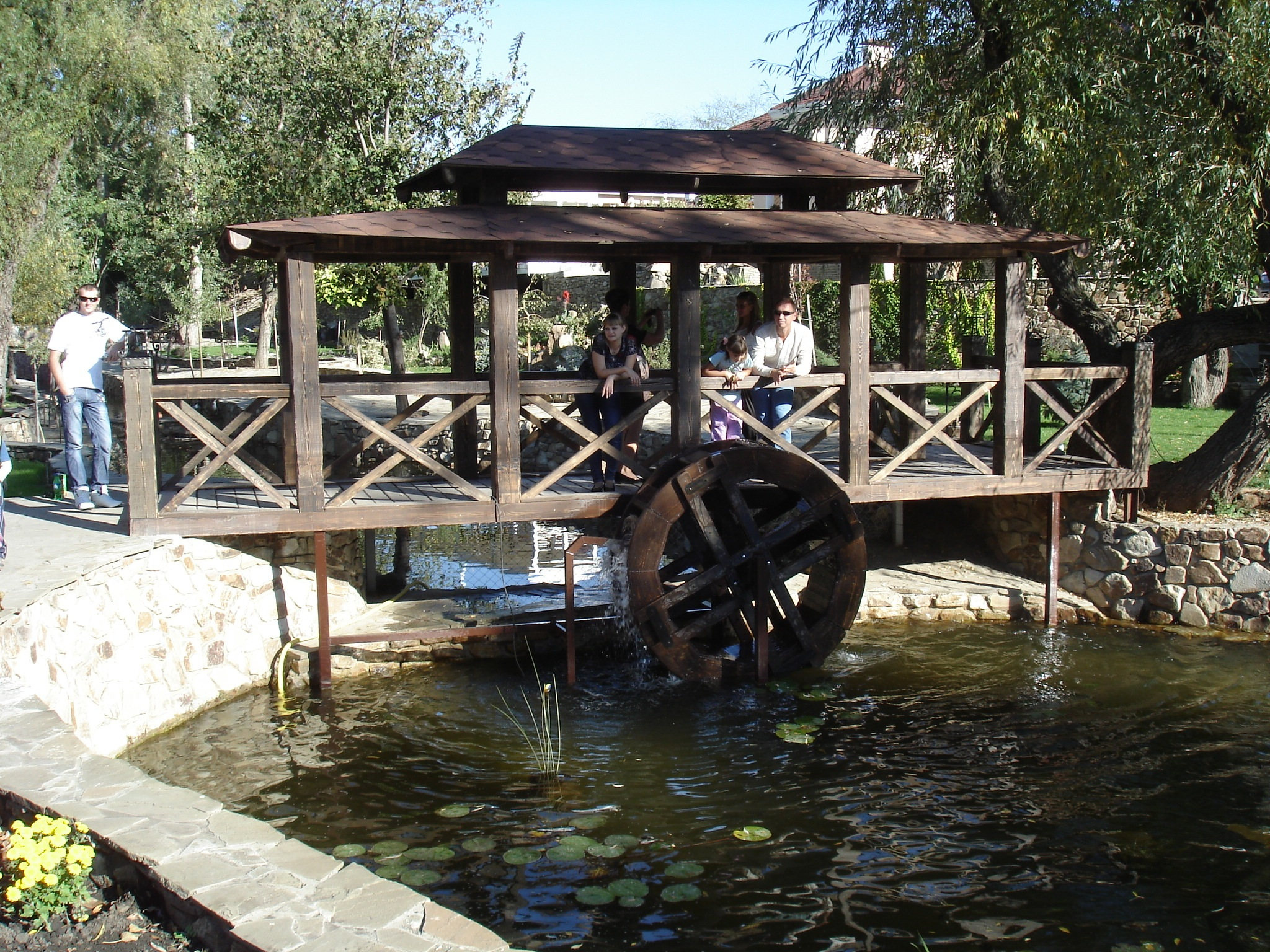
Мост с водяным колесом
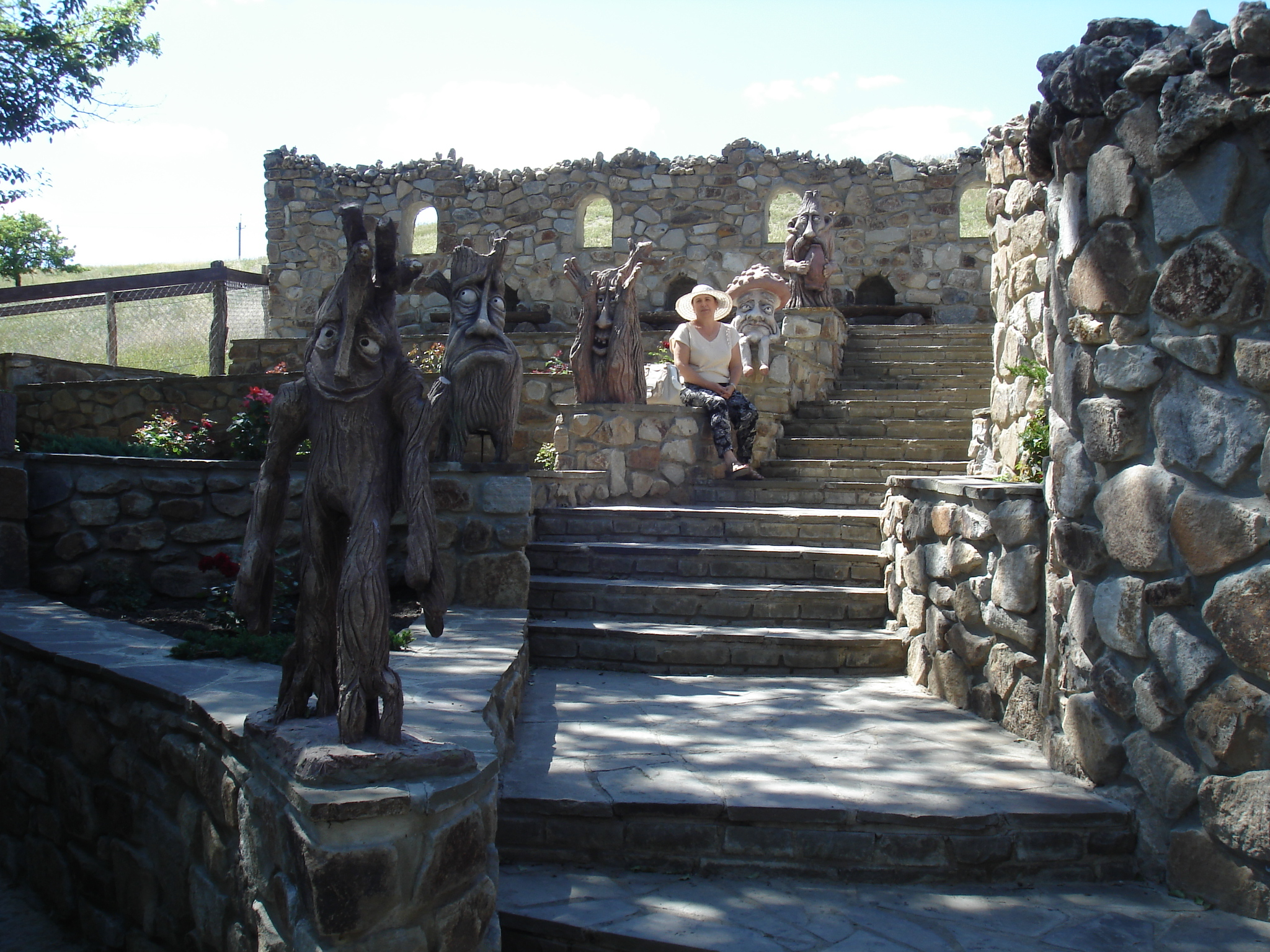
Одна из зон отдыха
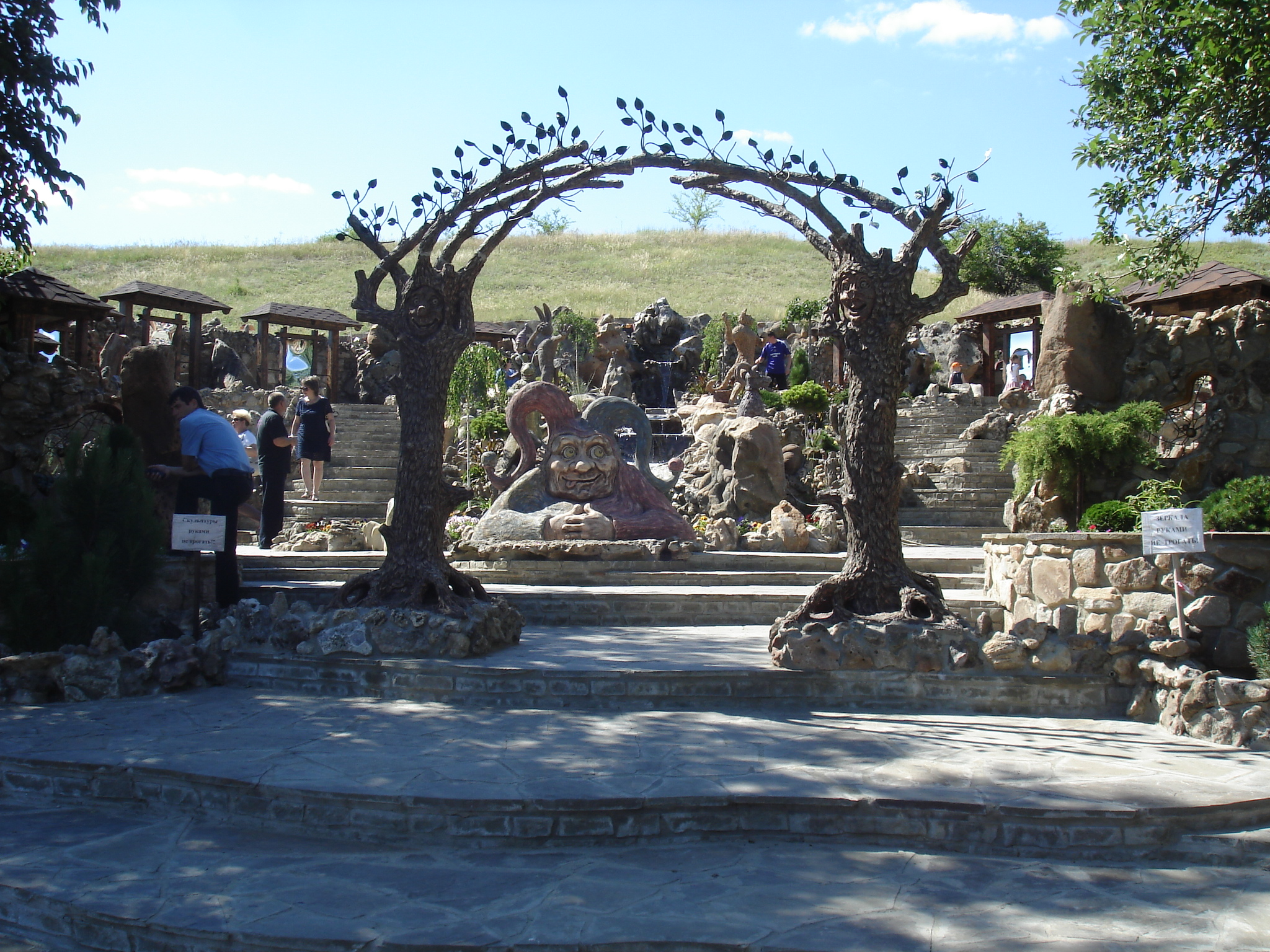
«Королевство кривых зеркал»

## Церковь
На территории ландшафтного парка находится православная церковь Сергия Радонежского. Она относится к Каменскому благочинию Шахтинской епархии Русской православной церкви.
Строительство церкви было начато в год празднования 700-летия со дня рождения Сергия Радонежского. 22 июля 2014 года епископ Шахтинский и Миллеровский Симон (Морозов) совершил чин освящения закладной капсулы и камня в основание будущего храма. 13 мая 2015 года на территории строящегося храма состоялось освящение куполов и надглавных крестов, чин освящения также возглавлял архиерей епископ Симон.
Открытие храма состоялось только через три года — 8 октября 2018 года, одновременно была открыта и рядом находящаяся часовня в честь Радонежских святых. Праздничную службу возглавил благочинный приходов Каменского округа — настоятель храма Покрова Пресвятой Богородицы (город Каменск-Шахтинский) иерей Владислав Касьянов. Он же стал настоятелем храма Сергия Радонежского, вторым священником назначен иерей Виктор (Литвинов).

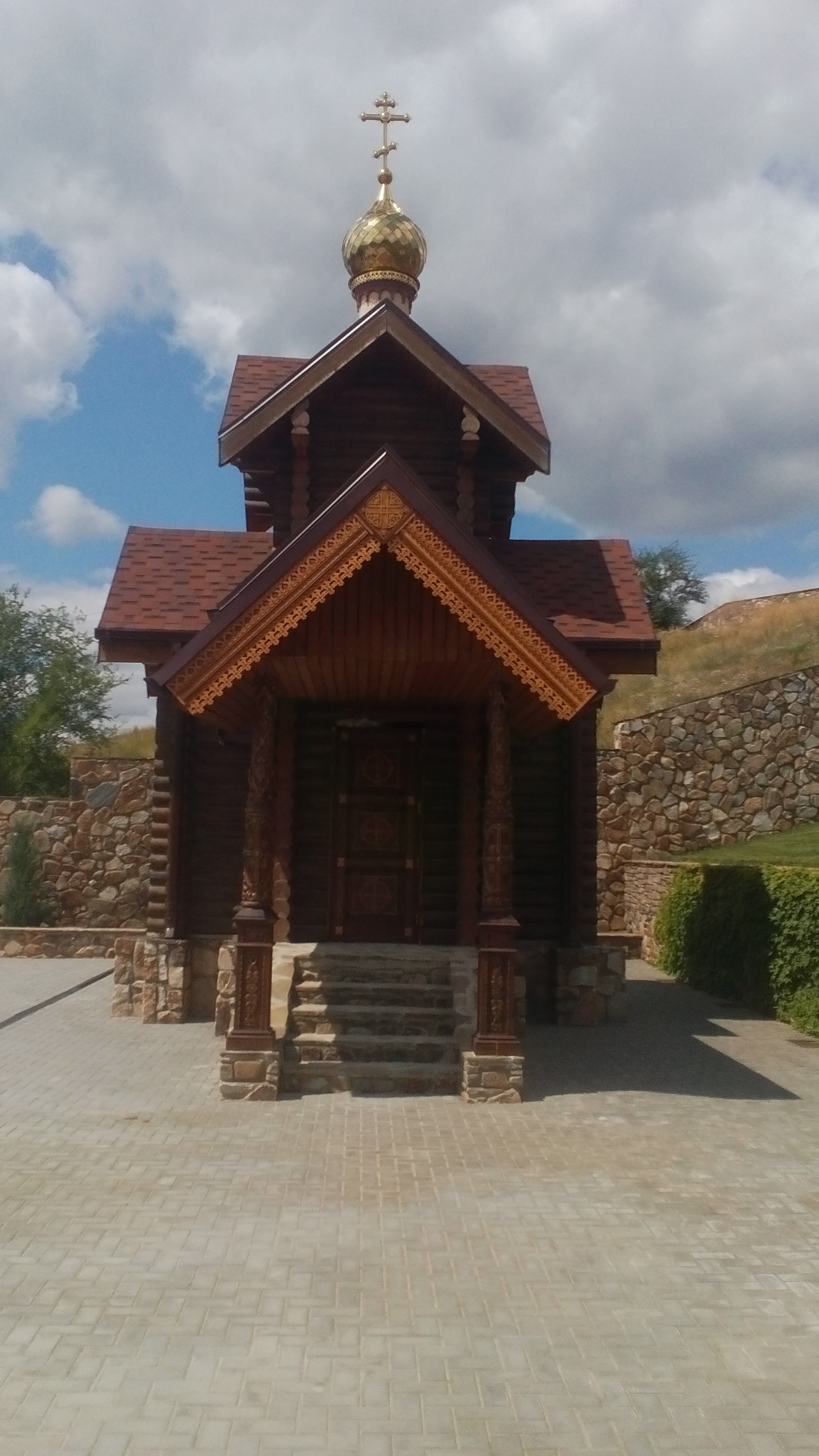
Часовня храма
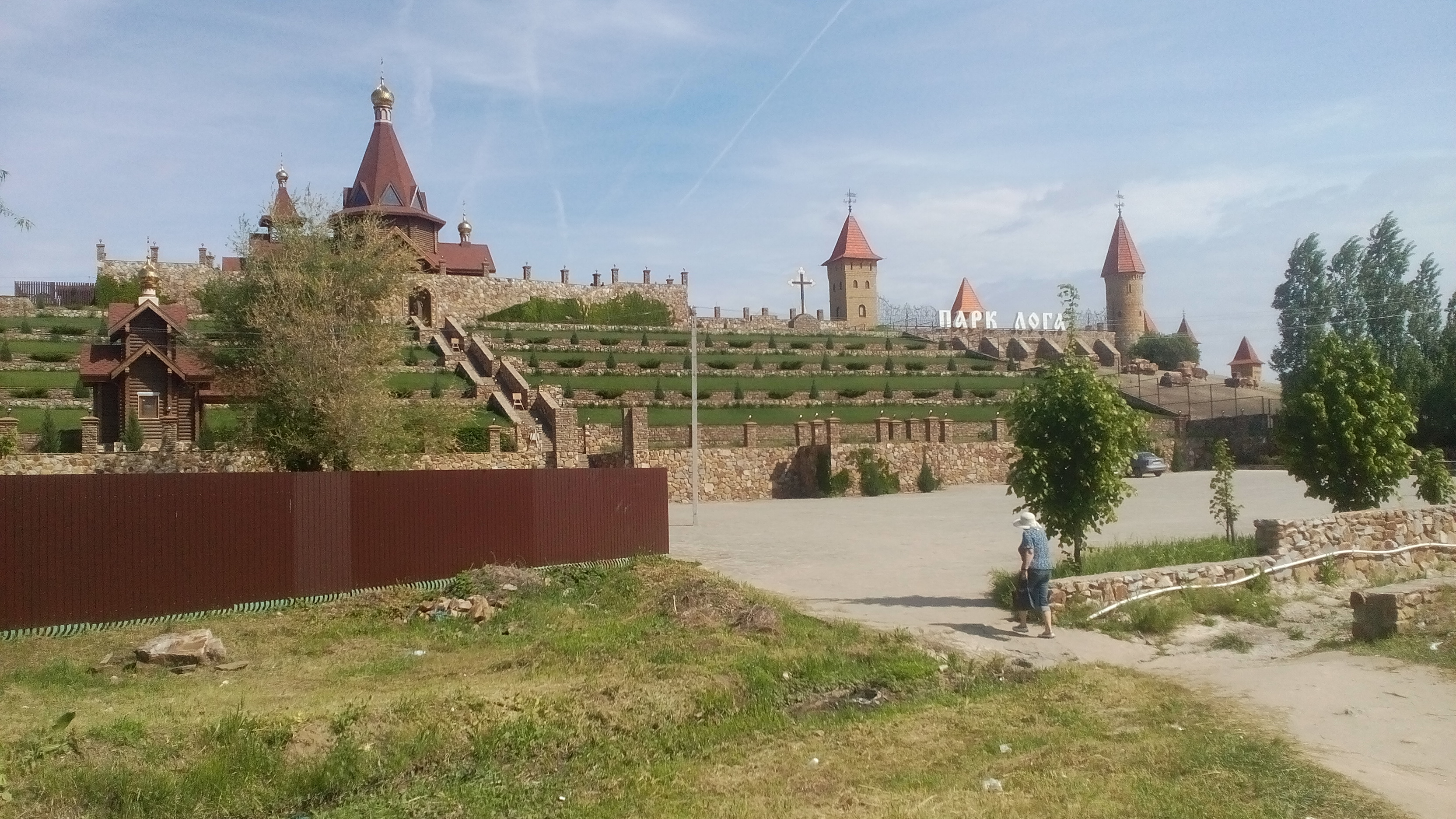
Общий вид храмового комплекса
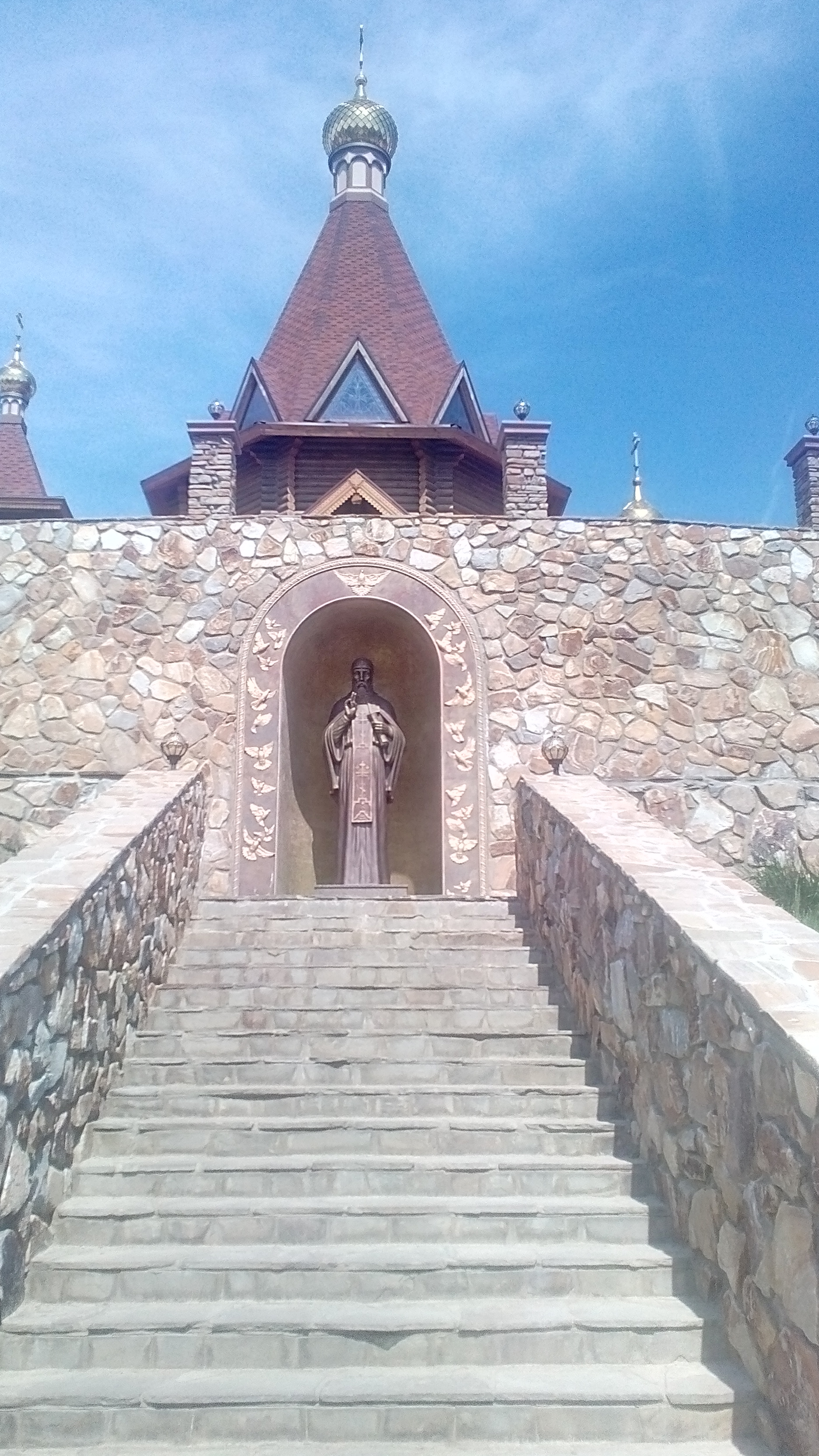
Скульптура Сергия Радонежского в нише у подножия храма